# مایک وللی
مایک وِلَلی (به انگلیسی: Mike Vallely) (زاده ۲۹ ژوئن ۱۹۷۰) اسکیت‌بردباز حرفه‌ای و خواننده اهل ایالات متحده آمریکا است. وی از سال ۲۰۱۳ خواننده اصلی گروه بلک فلگ است.